# Jigブラウザ
jigブラウザ（ジグブラウザ）は、携帯電話からインターネット上のウェブページを閲覧するためのウェブブラウザ（フルブラウザ）である。株式会社jig.jpが2004年10月1日に公開した。2012年までに累計900万以上のユーザーに利用されている。

## 特徴
jigブラウザは、iアプリ及びEZアプリ (Java)、S!アプリ端末用のJavaアプリケーションでPC用のWebサイトをそのままのレイアウトで表示させることができるほか、携帯電話の画面にあわせて最適化し表示させることもできる。例えば、SoftBank 905SH （AQUOSケータイ） は横画面でも表示ができる。また、フェンリルのパーソナルコンピュータ用ウェブブラウザSleipnirとお気に入りの共有が可能である。
jigブラウザwebはiモード、EZweb、Yahoo!ケータイ上でパソコン用サイトを表示するネットアプリケーションであり、jigブラウザwebログインサイトにアクセスして、ログインをしてから始めることができる。
「jigブラウザのアプリ版」をさして「jigアプリ」と称されることがあるが、同社には「jigアプリ」という別サービスが存在するため注意が必要である。
ユーザーにとっても携帯電話端末の内蔵フルブラウザではないことからパケホーダイおよびパケホーダイ・ダブルの範囲内で完結するため、コスト面から好んで使用することが多い。

## 種類
jigブラウザ30KB
NTTドコモのFOMA70Xi, 506i, 505iシリーズ、およびWILLCOMの端末用に作られたバージョン。その名のとおりプログラム本体の容量が30KBで、基本的な機能が搭載されている。またD800iDSにおいては2画面とタッチパネルを利用することができる。
後記するjigletの機能は本体には搭載されておらず、同時に提供されるjigブラウザTOOLという別アプリとして提供される。
jigブラウザ Ver9.X.Xi
jigブラウザ9をベースに2008年秋冬モデルの一部機種より採用された新たなiアプリAPIであるStarプロファイルに対応したバージョン。iウィジェットに対応し、Starプロファイルにてサポートされた端末機能（タッチパネル、光TOUCH CRUISER）などにも対応した。
jigブラウザ Ver9.X.X
docomo、SoftBank 3G対応のjigブラウザの最新版。対応機種はメガiアプリ版、ソフトバンク公式版に準ずる。UIの変更や、アニメーションGIFや、FLASH内のリンク抽出に対応した。
jigブラウザ100KB Ver7.X.X
NTTドコモのFOMA90Xiシリーズ、F702iD, auのEZアプリ (Java) 対応機、およびSoftBank 3G対応機用のjigブラウザで、プログラムの容量は100KBである。このバージョンの特徴はjigletに対応していることであろう。
jigletとは、jigブラウザ上で動作するプラグインのことで、スケジューラやメーラーなどさまざまな種類がある。なおこのjigletの開発環境は一般に無料で公開されており、ユーザーが自由にjigletを作ることができる。jig.jp社のWebサイト上で公開することもある。
auのEZアプリ(BREW)対応機向けの開発はKDDIの承認が降りないため実現していない。
メガiアプリ版jigブラウザ Ver7.X.X
原則として機能は100KB版の7.X.Xに準じるが、画面表示の拡大/縮小機能や（電話機のバックライト設定とは別に）明るさの調整機能、タスク一覧のサムネイル表示機能など、アプリ性能の向上や容量の増加などによって実現した追加機能が搭載されている。
jigブラウザ100KB Ver5.X.X（旧バージョン）
FOMA、au、SoftBank 3Gで使用できる、旧バージョンのjigブラウザ。対応機種はVer7.X.Xの100KB版と同じ。
Ver7.0.0において全体が大きく変化したためトラブル等に備えてか引き続き提供されているが、既に更新は終了している。
jiglet対応前の最終版であるため、jigletの機能は搭載されていない。逆にVer7.X.Xでは外された機能がいくつか存在する。
jigブラウザweb
iモード、EZweb、Yahoo!ケータイ上でパソコン用サイトを表示させることができるネットアプリケーションである。jigletには対応していないほか、jigブラウザとは異なり、サイト全体をハッキリ表示できない。　　　　　　　　　
オープンアプリ版jigブラウザ
auの一部機種で使用可能になったオープンアプリ上で動作するjigブラウザ。
オープンアプリの仕様により1日の通信量が制限されているため、それを確認できる機能を持つ。
また仕様的な制約よりjigletの機能は搭載せず、それぞれ別のオープンアプリとして提供される。
10KB版jigブラウザ
2005年のエイプリルフール企画として期間限定で公開されたjigブラウザ。NTTドコモのiアプリ対応全機種で使用できた。その名の通りに本体サイズは10KBにおさまっており、また完全にDoJa1.0の範囲内だけで動作した。

## 支払い方法
NTTドコモ、au、ソフトバンクモバイルでは、コンビニ払い（ドコモ、auのみ）、Yahoo!ウォレット、ウェブマネー、モバイルSuica（おサイフケータイ利用時）、MobileEdy（同。ドコモ、auのみ）、クレジットカード、郵便振替、銀行振込から選択して支払うことができる。
またソフトバンクモバイルのPCサイトブラウザ非搭載機種では「SoftBank通話料合算払い」を、ウィルコムでは「ウィルコム公式課金」を使用する。この場合は強制的に月額課金となる。
- 月額:630円（jigブラウザ）／300円（jigブラウザweb）
- 年間:6000円（jigブラウザ）／3000円（jigブラウザweb）

## jigbrowser+
jigブラウザをベースに開発されたスマートフォン向けのブラウザ。無料。2012年2月にAndroid向けβ版を公開し、同年6月にAndroid・iOS向け正式版を公開した。iOS版はiPhoneとiPod touchに対応する（iOS 5が必要）。